# Kazimierz Galusik
Kazimierz Galusik (ur. 25 stycznia 1933 w Wąbiewie, zm. 28 stycznia 2018 w Lubsku) – polski monter, poseł na Sejm PRL VII kadencji.

## Życiorys
Syn Wawrzyna i Władysławy. Uzyskał wykształcenie zasadnicze zawodowe. Pracował jako monter wagonowy w Zastalu w Zielonej Górze. W 1976 uzyskał mandat posła na Sejm PRL w okręgu Zielona Góra z ramienia Polskiej Zjednoczonej Partii Robotniczej. Zasiadał w Komisji Komunikacji i Łączności oraz w Komisji Kultury i Sztuki.
Żonaty z Bronisławą. Pochowany 31 stycznia 2018 na cmentarzu komunalnym przy ul. Wrocławskiej w Zielonej Górze.